# Beka Savić
Beka Savić (geb. in Serbien) ist eine jugoslawische Opern- und Theaterregisseurin.

## Leben
Savić studierte Szenisches Schreiben und Dramaturgie an der Akademie der Künste in Belgrad. Schon während des Studiums arbeitete sie als Regieassistentin und Dramaturgin an großen Opern- und Schauspielhäusern in Serbien.
Von 2011 bis 2014 war sie Regieassistentin an der Oper Köln. Dort arbeitete sie mit Regisseuren wie Uwe Eric Laufenberg, Dietrich Hilsdorf, Patrick Kinmonth und Tatjana Gürbaca zusammen.
Von 2014 bis 2017 war Beka Savić Spielleiterin am Hessischen Staatstheater Wiesbaden. Hier leitete sie u. a. die Neueinstudierungen von Tosca und Don Pasquale. Als Regiemitarbeiterin von Uwe Eric Laufenberg betreute sie alle vier Teile des Ring des Nibelungen.

## Inszenierungen (Auswahl)
Oper
- 2015 Le rossignol von Igor Strawinsky an der Oper Köln[3]
- 2015 La traviata von Giuseppe Verdi für die Schlossfestspiele Zwingenberg[4]
- 2015 Hänsel und Gretel von Engelbert Humperdinck am Staatstheater Wiesbaden[5]
- 2017 Die Hochzeit des Figaro von Wolfgang Amadeus Mozart am Staatstheater Wiesbaden[6]
- 2018 Un ballo in maschera von Giuseppe Verdi am Staatstheater Wiesbaden[7]
- 2018 Così fan tutte von Wolfgang Amadeus Mozart an der Kammeroper München[8]
- 2018 My Fair Lady von Frederick Loewe am Staatstheater Wiesbaden[9]

Theater
- 2016 Jane Eyre von Charlotte Brontë am Staatstheater Wiesbaden[10]
- 2017 Terror von Ferdinand von Schirach am Staatstheater Wiesbaden[11]
- 2018 Römische Trilogie nach William Shakespeare von John von Düffel am Staatstheater Wiesbaden[12]
- 2019 Der Idiot von Fjodor M. Dostojewski am Staatstheater Wiesbaden[13]